# 費米能階
費米能階（英語：Fermi level），通常標示為「µ」或「EF」。也稱為「電化學電位」。
在能帶理論中，費米能階可視為熱力學平衡時，電子有50%機率佔據的假想能階。費米能階不需要對應到真正存在的能階（比如絕緣體的費米能階在能隙上），不過費米能階仍是精確定義過的熱力學物理量。
費米能階與費米能在定義上有所差異，費米能定義於絕對零度，費米能階在任何溫度皆有定義。

## 能帶結構

费米–狄拉克统计 F vs. 能量, 费米能级μ = 0.55 eV 温度范围为50K ≤ T ≤ 375K.

在熱力學平衡下，能量為ϵ 的態被電子占據的機率可以用費米-狄拉克分布表示：
{\displaystyle f(\epsilon )={\frac {1}{e^{(\epsilon -\mu )/(kT)}+1}}}
上式中，T是溫度(單位:K)，k是波茲曼常數。
f越接近1，表示該能量的態被電子佔據的概率越大，f越接近0，表示該能量的態被電子佔據的概率越小。如果態的能量剛好位於費米能階(即ϵ=µ)，電子占據的機率剛好會是50%。
費米能階(µ)在能帶結構中的位置可用來決定物質的導電性。
- 絕緣體中，µ位於能隙上，與傳導帶和價帶相距甚遠。
- 金屬、半金屬、退化半導體中，µ位於傳導帶上。
- 無雜質半導體或少量摻雜的半導體中，µ雖位於能隙上，但與傳導帶和價帶較近。

半金屬與半導體可以透過摻雜或gating改變能帶與費米能階的相對位置，進而改變其導電性。